# ニコライ・フョードロフ
ニコライ・ヴァシーリエヴィチ・フョードロフ（ロシア語: Николай Васильевич Фёдоров、ラテン文字転写の例：Nikolai Vasilyevich Fyodorov、チュヴァシ語: Фёдоров Николай Васильевич、1958年5月9日 - ）はロシア連邦の政治家である。ロシア・ソビエト連邦社会主義共和国及び初代ロシア連邦司法相、チュヴァシ共和国大統領を経て、2012年ウラジーミル・プーチン政権1期目で9代目ロシア連邦農業相を務めた。チュヴァシ人。経済学博士及び法学博士候補である。

## 経歴・概要
- 1958年5月9日
ソビエト連邦のロシア・ソビエト連邦社会主義共和国のチュヴァシ自治共和国チェディノの農家に誕生する。
- 1980年
カザン大学法学部を卒業する。法学博士候補の学位を取得する。
- 1988年
ソ連共産党に入党する。
- 1989年
チュヴァシ大学で教壇に立つ。
- 1989年
ソ連人民代議員に選出され、ソ連最高会議社会立法問題小委員会議長や最高会議立法・適正法・法秩序問題委員を務めた。こうした経歴を評価され、ボリス・エリツィンに登用される。
- 1990年7月
ロシア共和国法相を務める。ソ連崩壊後もロシア連邦司法大臣のポストに留まった。
- 1993年
エリツィン大統領とロシア最高会議（ロシア語版）の対立が激化し、モスクワ騒乱事件でエリツィンが最高議会を武力で鎮圧したため、これに先立つ3月24日にエリツィン大統領に抗議して解任された。
- 1993年12月
この年に新たにロシア連邦議会が創設されると、下院国家会議選挙に立候補し、当選する。同時に実施されたチュヴァシ共和国大統領選挙にも立候補して当選（翌年の1994年1月21日に正式就任）したため、憲法の規定により1994年2月4日に国家会議代議員から自動的に解任される。

## エリツィン大統領との関係
エリツィン大統領とは1995年にチェチェン問題でチュヴァシ人将兵の投入などで折に触れて政治路線の違いから対立姿勢を見せたが、市場経済導入などの改革を支持はしていたので決定的な対決までにいたらず、1996年ロシア連邦大統領選挙では、エリツィン陣営の選挙対策本部に参加もした。1997年12月28日のチュヴァシ大統領選挙に立候補し、57パーセントの票を獲得し再選された。ロシア連邦議会上院連邦会議議員にも選出された。

## 経歴・概要2
- 2012年5月21日
ドミートリー・メドヴェージェフ内閣の9代目ロシア連邦農相に任命された。
- 2012年9月27日
極東連邦管区訪問の一環として、北方領土の択捉島を訪問、視察した[1]。
- 2015年4月22日
ロシア連邦農相を退任し、大統領顧問に就任した。

### 与党での立場
与党統一ロシアでは、党最高評議会委員でもある。